# Andrzej Jelski

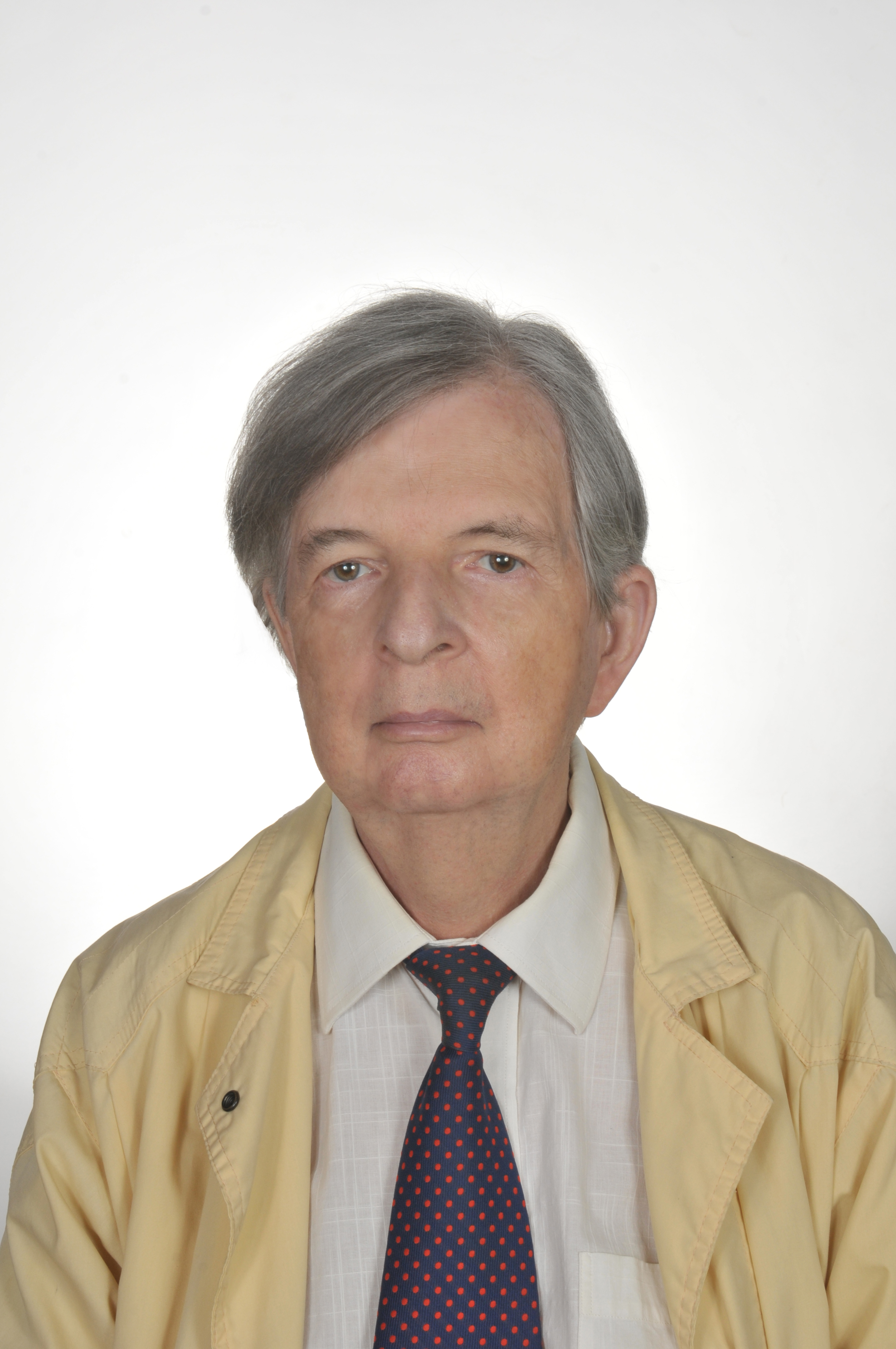

Andrzej Stefan Jelski herbu Pielesz (ur. 5 września 1939 r. w Opatowie) – syn Jerzego (1902-1969), ostatniego właściciela majątku Szumsko (pow. kielecki, woj. świętokrzyskie) uczestnika wojny polsko-bolszewickiej, II Wojny Światowej, więźnia okresu stalinowskiego i Teresy Marii z domu Wielowieyskiej herbu Półkozic (1914-2002) z Lubczy (pow. jędrzejowski, woj. świętokrzyskie).
Żonaty z Eweliną Pierzyńską herbu Korab (historykiem sztuki, muzeologiem, dr. nauk humanistycznych). Córka (przybrana) – Adrianna Pierzyńska, prawnik (radca prawny).
Absolwent etnografii na Wydziale Historycznym (1966) i Podyplomowego Studium Afrykanistycznego (1974) Uniwersytetu Warszawskiego.
Obecny był 21 października 1966 r. na głośnym wykładzie prof. L. Kołakowskiego „Rozwój kultury polskiej w ostatnim 10-leciu”, zorganizowanym na Wydziale Historycznym UW oraz uczestniczył w dyskusji, jaka po nim nastąpiła. Wykład dotyczył sytuacji panującej w polskiej kulturze po dziesięciu latach od tzw. przełomu październikowego w 1956 r.
Był zatrudniony w Centrali Filmów Oświatowych „Filmos” w Warszawie, Państwowym Wydawnictwie Naukowym w Warszawie, Galerii Biura Wystaw Artystycznych w Radomiu (uczestniczył m.in. w pracach organizacyjnych przy kolejnych, cyklicznych ekspozycjach Triennale „Prezentacje portretu współczesnego”, stałej „Galerii Autoportretu Współczesnego” i prezentowanego w Galerii „Zachęta” w Warszawie „Polskiego malarstwa portretowego 1944-1984”) oraz Wojewódzkim Oddziale Służby Ochrony Zabytków w Warszawie. Delegatura w Radomiu.
Od 1999 r. członek Związku Polskich Kawalerów Maltańskich.
Interesuje się zagadnieniami sztuki plemiennej, plastyki współczesnej oraz genealogii.
Ma w swym dorobku ponad 100 publikacji.
Zorganizował w 1982 r. pierwszą w Polsce wystawę tatuażu artystycznego w fotografii
W 2022 r. A. Jelski oraz jego żona - E.L. Pierzyńska-Jelska byli kuratorami wystawy „Polskie malarstwo portretowe u schyłku XXw.”, prezentowanej w Muzeum im. Jacka Malczewskiego w Radomiu.

## Wybrane publikacje w dorobku
- Tatuaż, Warszawa 1993;
- Tatuirovka, Mińsk 1996;
- Tatuaż, Gliwice  2007, 2 wyd., poprawione i rozszerzone;
- Jelscy h. Pielesz. Sylwetki i osobowości. Siedziby. Opole 2013;
- Tiki – Patu. Z dziejów tatuażu mieszkańców Wysp Markizów, Gliwice 2019;
- Galeria Biura Wystaw Artystycznych w Radomiu 1974 – 1990, Kielce 2020.

### Współautorstwo
- Twórczość plastyczna i wystawiennictwo w Radomiu w latach 1945 – 1989, Radom 1989 (współautorstwo z E. L. Pierzyńską – Jelską i T. Dąbrowską);
- Portret Funkcja – Forma – Symbol. Pod red. naukową T. S. Jaroszewskiego. Warszawa 1990 (współautorstwo z  E. L. Pierzyńską – Jelską dwóch artykułów);
- „Biuletyn Konfraterni Radomskiej Związku Polskich Kawalerów Maltańskich Suwerennego Rycerskiego Zakonu Szpitalników św. Jana Jerozolimskiego, zwanego rodyjskim i maltańskim”, nr 2 (30), 2018 (współautorstwo z  E. L. Pierzyńską – Jelską i R. Wiraszką), pod red. R. Wiraszki.

Ponadto jego publikacje znalazły się w następujących czasopismach: „Biuletyn Związku Polskich Kawalerów Maltańskich i Pomocy Maltańskiej”; ”Integracje”; ”Kontynenty”; „Krzyż Maltański”;„Mastactva Biełarusi”; „Mazowsze”; „Myśl Polska”; „Ochrona Zabytków”; „Plastyka i Wychowanie”; „Poznaj Świat”; „Rocznik Muzeum Radomskiego”; „Rocznik Podhalański”; „Spotkania z Zabytkami”; „Sztuka”; „Sztuka Polska”; „Tattoo International”; „Tatuaż – ciało i sztuka”;  „Turystyka i Rekreacja”  – Przegląd  Naukowy  Prywatnej Wyższej Szkoły Ochrony Środowiska w Radomiu; „Wczoraj i Dziś Radomia”.

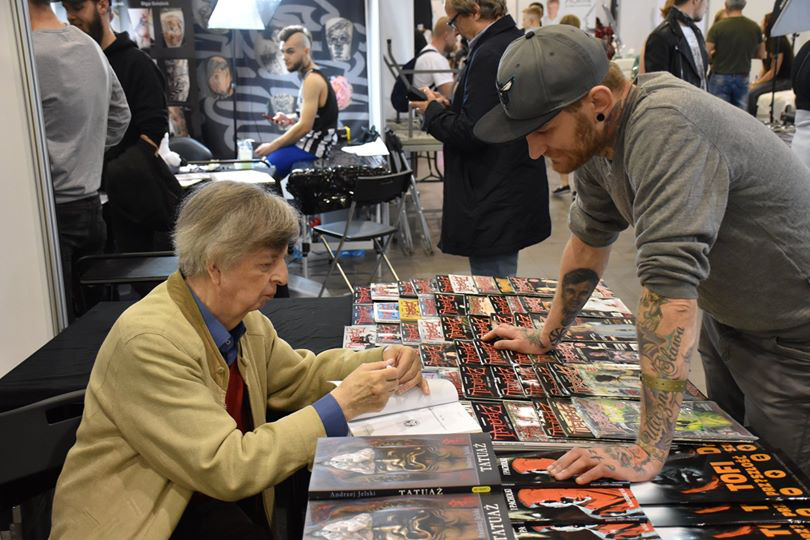
Andrzej Jelski, fot. P. Wojciechowski, 2019